# Marvin Leonard Goldberger
Marvin Leonard Goldberger, ameriški fizik, * 22. oktober 1922, Chicago, Illinois, ZDA, † 26. november 2014, San Diego, Kalifornija, ZDA.
Goldberger je diplomiral na Carnegiejevem tehnološkem inštitutu (sedaj Univerza Carnegie Mellon), doktoriral iz fizike leta 1949 pa na Univerzi v Chicagu pod Fermijevim mentorstvom z nalogo Interakcije visokoenergijskih nevtronov s težkimi jedri (Interaction of High-Energy Neutrons with Heavy Nuclei). Med letoma 1957 in 1977 je bil profesor fizike na Univerzi Princeton. Leta 1961 je prejel Heinemanovo nagrado za matematično fiziko. V letu 1963 so ga izbrali za člana Nacionalne akademije znanosti ZDA. Med letoma 1978 in 1987 je bil predsednik Caltecha. Od 1987 do 1991 je bil predstojnik Inštituta za višji študij. Od leta 1991 do 1993 je bil profesor fizike na Univerzi Kalifornije v Los Angelesu, nato pa profesor fizike na Univerzi Kalifornije v San Diegu, kjer je bil dekan naravoslovnih znanosti. Je profesor emeritus na Univerzi Kalifornije v San Diegu.
Okoli leta 1958 je skupaj s Samom Treimanom izpeljal Goldberger-Treimanove enačbe. Bil je član neodvisne skupine znanstvenikov JASON. Prizadeval si je za nadzor jedrskega orožja. Bil je tudi svetovalec več večjim korporacijam. 12 let je bil na primer član upravnega odbora direktorjev General Motors.